# Dicranota (Dicranota) parvella
Dicranota (Dicranota) parvella is een tweevleugelige uit de familie Pediciidae. De soort komt voor in het Nearctisch gebied.